# ماركو فوشي
ماركو فوشي (بالإيطالية: Marco Foschi)‏ ، من مواليد 1 أبريل 1977 ، وهو ممثل تلفزيوني إيطالي ، مثل دوره في فيلم ملك الرمال عام 2012م ، وذلك من إخراج السوري نجدت أنزور.

## وصلة خارجية
- ماركو فوشي على موقع IMDb (الإنجليزية)
- ماركو فوشي على موقع ألو سيني (الفرنسية)
- ماركو فوشي على موقع أول موفي (الإنجليزية)
- ماركو فوشي على موقع قاعدة بيانات الفيلم (الإنجليزية)
- ماركو فوشي على موقع كينوبويسك (الروسية)

ماركو فوشي في قاعدة بيانات الأفلام على الإنترنت